# Radosław Piwowarski
Radosław Piwowarski (sinh ngày 20 tháng 2 năm 1948 tại Bielsko-Biała) là một đạo diễn điện ảnh, nhà biên kịch và diễn viên người Ba Lan.

## Cuộc đời và sự nghiệp
Radosław Piwowarski sinh ngày 20 tháng 2 năm 1948 tại lszówka Dolna, một quận của thành phố Bielsko-Biała ở miền nam Ba Lan. Ông tốt nghiệp Trường Điện ảnh Quốc gia ở Łódź vào năm 1971. Trong giai đoạn 1972-1981, Radosław Piwowarski làm việc tại xưởng phim Zespół Filmowy X được điều hành bởi nhà làm phim nổi tiếng Andrzej Wajda. Từ năm 1998 đến năm 2003, ông làm giám đốc kênh truyền hình TVP1. Ông là một thành viên của Học viện Điện ảnh Ba Lan.
Bộ phim Yesterday năm 1985 của Radosław Piwowarski đã được vinh dự trao Giải Vỏ sò vàng tại Liên hoan phim quốc tế San Sebastián, Giải Hoa Tulip vàng tại Liên hoan phim quốc tế Istanbul và được chọn là tác phẩm đại diện cho Ba Lan gửi tranh giải cho hạng mục Phim nói tiếng nước ngoài hay nhất tại Giải Oscar lần thứ 58 nhưng không được đề cử. Tiếp đó, vào năm 1993, bộ phim Kolejność uczuć của ông đã giành Giải Sư tử vàng tại Liên hoan phim Gdynia lần thứ 18.

## Đời tư
Radosław Piwowarski là con của họa sĩ Monika Piwowarska và nhà điêu khắc Edward Piwowarski. Ông có hai con trai là Kordian và Cyprian.

## Thành tích nghệ thuật
- Hotel 52, sê-ri phim truyền hình, phần 6 và 7 (2012-2013)
- Szpilki na Giewoncie, sê-ri phim truyền hình, phần 4 (2012)
- Kopciuszek, sê-ri phim truyền hình (2006-2007)
- Na dobre i na złe, sê-ri phim truyền hình (2005-2008)
- Stacyjka (2004)
- Królowa chmur w Święta polskie (2003)
- Lokatorzy, sê-ri phim truyền hình (2002-2005)
- Palce lizać (1999)
- Złotopolscy, sê-ri phim truyền hình (1997-2010)
- Ciemna strona Wenus (1997)
- Autoportret z kochanką (1996)
- Kolejność uczuć (1993)
- Aby do świtu... (1992)
- Marcowe migdały (1989)
- Pociąg do Hollywood (1987)
- Kochankowie mojej mamy (1985)
- Yesterday (1984)
- Jan Serce (1981)
- Córka albo syn (1979)
- Ciuciubabka (1977)
- CDN (1975)